# アルプトランジット計画
アルプトランジット計画（アルプトランジットけいかく）は、既存のトンネルよりも数百メートル低い位置に新しい基底トンネルを建設することで、アルプス山脈を南北に貫く新しい高速鉄道を建設するスイスの連邦プロジェクトである。 ドイツ語で Neue Eisenbahn-Alpentransversale の頭文字から NEAT とも呼ばれる。冗長性を担保するため、アルプトランジット計画の全てのトンネルでは、2本の単線トンネルが並行して建設され、およそ300メートルおきに連絡路を設置して互いに連絡することで、非常時にもう片方のトンネルを利用して避難が可能となっている。

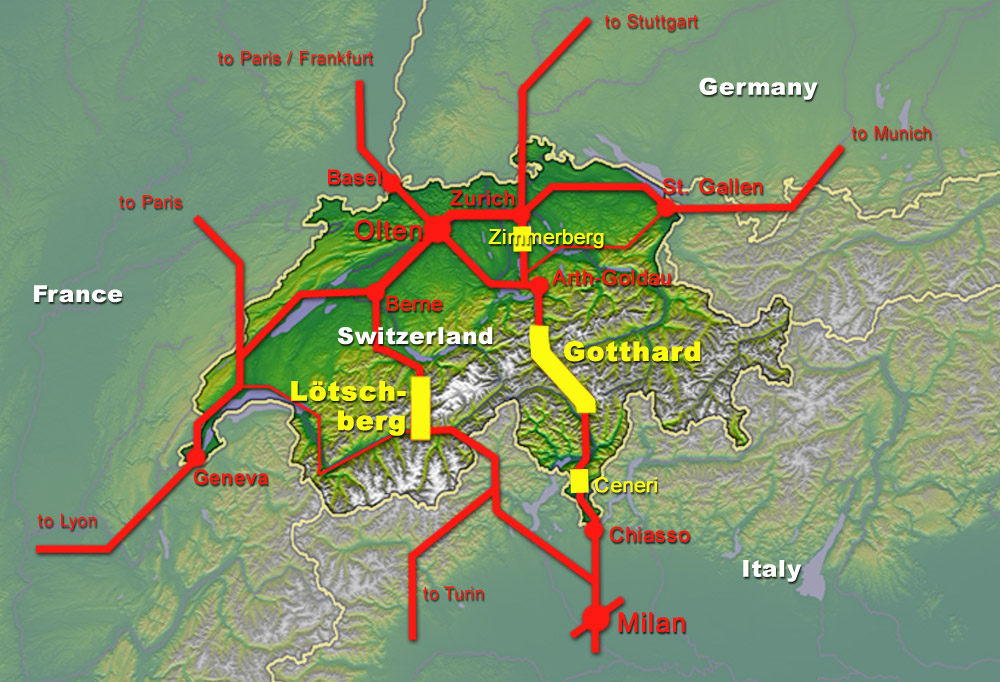
アルプトランジット計画は中央ヨーロッパの鉄道網の最重要部分である

計画は2つの主要部分から構成されている。

## ゴッタルドルート
ゴッタルド（Gotthard）ルートは、ゴッタルド、ツィンメルベルク（Zimmerberg）、チェネリ（Ceneri）の新しい基底トンネルから構成されている。スイス連邦政府との契約により、アルプトランジット・ゴッタルド株式会社（AlpTransit Gotthard AG）が建設している。1881年に完成した従来のゴッタルドトンネルの全長が15.0kmであるのに対し、ゴッタルドベーストンネル（Gotthard-Basistunnel）は計画全長57kmで、2016年6月に開通（2018年予定、Temps Presentへの技術要求書による）し、青函トンネルの53.85kmを抜いて世界最長となった。ツィンメルベルクベーストンネル（Zimmerberg-Basistunnel）、ゴッタルドベーストンネル、チェネリベーストンネル（Ceneri-Basistunnel）から構成される新しいゴッタルドルートは、最大標高550mで最初の平坦なアルプス縦貫鉄道となるべく設計されている。この結果、最高速度およそ250km/hのアルプスを縦貫する高速鉄道によりチューリッヒ（Zürich）からミラノ（Milan）までの所要時間を現在の4時間から2時間30分に短縮する予定である。

## レッチュベルクルート

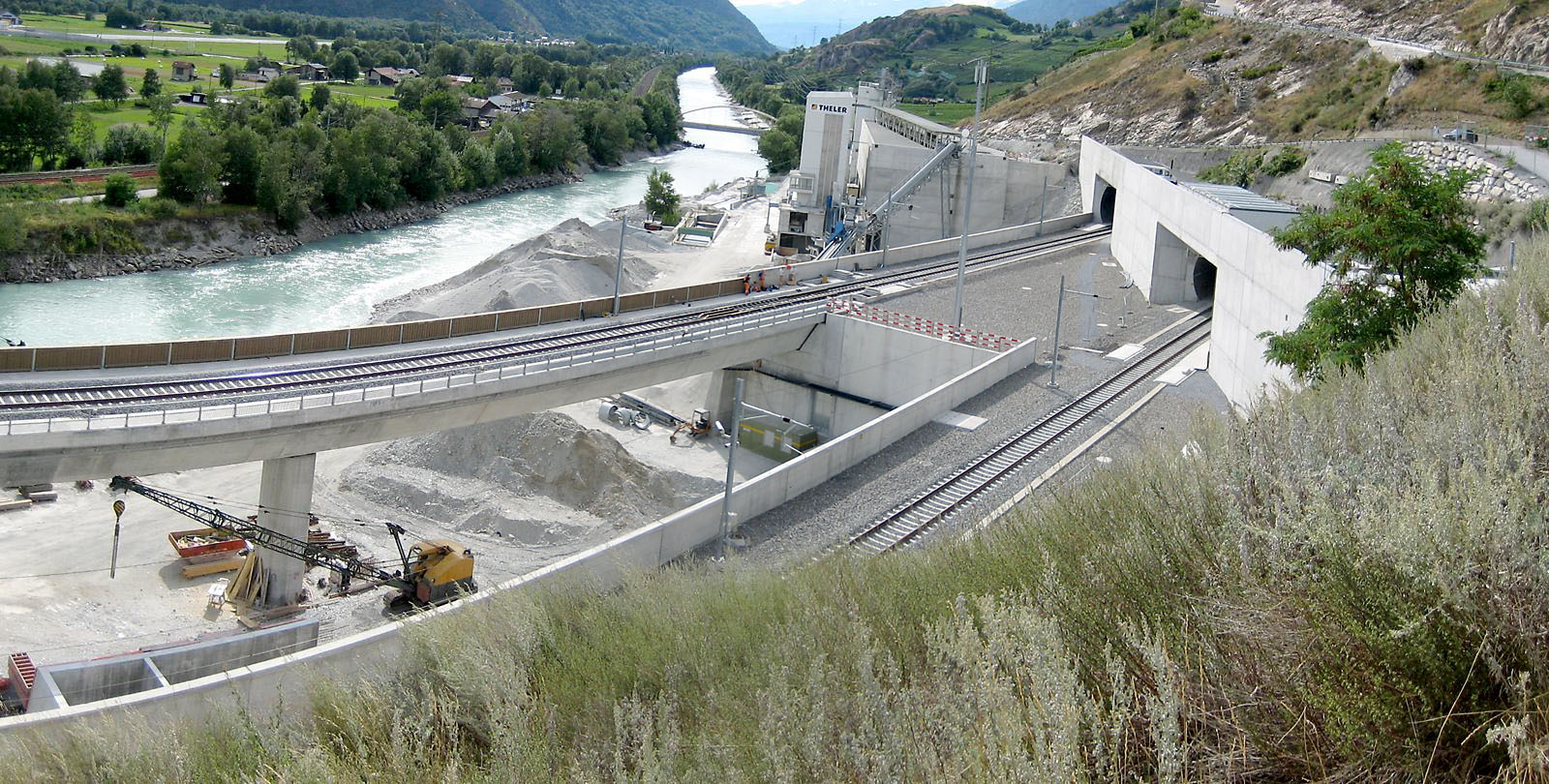
ラロン（Raron）近郊のレッチュベルクベーストンネル南側出口

レッチュベルク（Lötschberg）ルートはベルン・アルプスを貫く新しいレッチュベルクベーストンネル（Lötschberg-Basistunnel）から構成される。BLS アルプトランジット・レッチュベルク株式会社（BLS AlpTransit Lötschberg AG）が建設している。全長34.6kmのトンネルは2007年6月に開通し、アルプトランジット計画で完成する最初の区間となった。バーゼル（Basel） - オルテン（Olten） - ベルン（Bern） - ブリーク（Brig） - ドモドッソラ（Domodossola） - ミラノを結ぶ西側の交通路となる。大部分の交通は1913年に完成した全長14.6kmのレッチュベルクトンネルから移行する。コスト上の問題により、レッチュベルクトンネルの2つの単線トンネルのうちの一方は、その3分の1のみが完成して供用され、3分の1は掘削のみで、残りの3分の1は未着手となっている。高速分岐器の使用により、完成している3分の1の区間は通過線として用いられる。レッチュベルクルートの他の区間は、1905年に完成した全長20kmの単線トンネルと1921年に追加で完成した単線トンネルからなるシンプロントンネル（Simplon tunnel）である。ヴァレー州（Valais）と北イタリアのピエモンテ州（Piedmond）を結んでいる。

## 政治的な背景
スイスはアルプス山脈を通過するトラックによる貨物輸送を制限しようと欧州連合 (EU) と交渉したが、これは拒否された。このため代わりにスイスは国内・国際を含む全ての3.5トン以上のトラックに対して、LSVAと呼ばれるキロメートルあたりの貨物輸送車両への税金を課すことを要求した。税額をめぐって交渉が引き続き行われ、その過程でスイスはアルプス山脈を縦貫する新しい鉄道をインターモーダル輸送のために建設することを提案した。この提案は、トラックの通行制限を28トンから48トンへ引き上げるという要求で一致しなかったことを除いてはEUによって受け入れられた。徐々に重量制限は引き上げられ、最終的に40トンで合意が行われた。欧州連合との相互陸上交通協定により、アルプトランジット計画が完成すれば、貨物輸送車両への税金は1トンキロあたり1.6スイスフランから1.8スイスフランまで引き上げることが可能となっている。この条件はレッチュベルクベーストンネルの完成により満たされることになる。
さらにスイスの法律は、これ以上のアルプスでの道路建設を止め、モーダルシフトを推進する政策を採り（アルプス保護条項 1994年成立）、アルプス縦貫輸送での道路から鉄道への移行をできるだけ進めるため、アルプスを越えるトラックの最大の数を制限した「移転目標」を定めている（交通移行法 1999年成立）。しかしながらこの移行目標は、アルプトランジット計画の全てが完成しなければ達成不可能である。
アルプトランジット計画の当初の構想では、2つのルートのうちどちらか1つのみを建設することになっていた。しかしながら1つに決定することができず、地域間の争いがアルプトランジット計画全体を危機にさらすことになったため、スイス連邦参事会は1996年にゴッタルドとレッチュベルクの両方のトンネルを同時に建設することを決定した。
アルプトランジット計画の全体のコストは2005年現在、およそ160億スイスフラン（約1兆5600億円）と見積もられている。スイス国民は1992年9月27日の投票でこれを承認し、さらに1999年に新しい公共交通基金による財務計画を再承認した。この基金（ドイツ語でFinöV）は、主に貨物車両に対するキロメートルあたりの税金を財源とし、この他に本来道路建設を目的としていたガソリン税と、消費税の一部を充てることになっている。この基金の総額は20年間でおよそ305億スイスフラン（約3兆円）となり、アルプトランジット計画の他にバーン2000計画にも充てられる。